# Montalto Carpasio
Montalto Carpasio (Möntäto Carpaxe in ligure) è un comune italiano sparso di 501 abitanti della provincia di Imperia in Liguria.
Il comune è stato istituito il 1º gennaio 2018 per fusione dei territori comunali di Carpasio e Montalto Ligure, la prima effettuata in Liguria dall'istituzione della Repubblica Italiana.
La sede comunale è nella frazione di Carpasio, mentre servizi e uffici sono in quella di Montalto Ligure.

## Geografia fisica
Il territorio comunale, nato dall'unione dei due precedenti e distinti enti comunali, è ubicato geograficamente tra la media valle Argentina, zona a meridione intorno a Montalto Ligure, e l'alta valle del torrente Carpasina, a ridosso delle valli del Maro, di Prelà e di Rezzo, verso la parte settentrionale (Carpasio e località viciniore).
Tra le vette del territorio montaltese e carpasino il monte Grande (1418 m), il monte Carpasina (1385 m), il Croce Alpe di Baudo (1270 m), il monte Moro (1184 m), il Poggio Amandolini (1137 m), il monte Arbozzaro (1129 m), il monte Albaspino (1099 m), il monte le Ciazze (1088 m), il Pizzo dei Grossi (1081 m), il monte delle More (1080 m), il monte Pallarea (1076 m), il passo del Maro (1064 m), il passo di Carpasio (1023 m), il monte Crocetta (1050 m), il Rocca Castè (970 m), il passo di Vena (969 m), il monte Colletto (738 m).

## Storia
L'11 giugno 2017 si è tenuto un referendum in entrambi i comuni che ha raggiunto il quorum necessario del 30% per la convalida della consultazione con il risultato similare del 77% dei voti favorevoli all'unione.
Istituito ufficialmente con Legge Regionale n. 21 del 2 agosto 2017, pubblicata sul Bollettino Ufficiale della Regione Liguria n. 12, parte prima, del 9 agosto 2017, il nuovo comune è operativo dal 1º gennaio 2018.

### Simboli
Stemma
Gonfalone
Bandiera

Lo stemma, il gonfalone e la bandiera sono stati concessi con decreto del presidente della Repubblica del 18 marzo 2020.

## Monumenti e luoghi d'interesse

### Architetture religiose
- Chiesa parrocchiale di Sant'Antonino nel centro storico della frazione capoluogo di Carpasio. Eretta nel 1404 in stile barocco, è corredata dall'antico campanile in pietra fortemente inclinato. Fu sottoposta ad un accurato restaurato nel XVII secolo.
- Chiesa di San Giovanni Battista nella frazione capoluogo di Carpasio. Del XIV secolo, primitiva parrocchiale del borgo, sita nella parte bassa del paese. Conserva l'abside originaria databile tra i secoli XII e XIII.
- Oratorio della Santissima Annunziata nella frazione capoluogo di Carpasio. La costruzione è risalente all'epoca barocca e quindi al XVII secolo. In facciata (restaurata) è presente un affresco raffigurante l'Annunciazione e analoga scena ritrae un dipinto conservato all'interno dell'edificio.
- Cappella di San Bernardo, a nord della frazione capoluogo di Carpasio.
- Cappella dei Santi Carlo e Rocco, ad ovest della frazione capoluogo di Carpasio, databile tra il 1579 e il 1583.
- Cappella di Sant'Antonio, a sud della frazione capoluogo di Carpasio.
- Cappella di San Sebastiano, ad oriente della frazione capoluogo di Carpasio, risalente nel primo impianto al medioevo, ma rifatto poi internamente in stile barocco.
- Santuario della Natività di Maria Vergine o detto anche della Madonna di Ciazzima, eretto nel 1609, distante a circa due chilometri dalla frazione capoluogo di Carpasio. Lungo il sentiero che porta al santuario mariano sono collocate le edicole raffiguranti le tappe della Via Crucis.
- Cappella della Madonna del Rosario nella frazione di Arzene.
- Cappella del Sacro Cuore di Gesù nella frazione di Costa.
- Chiesa parrocchiale di San Giovanni Battista nel centro storico della frazione di Montalto Ligure. Fondata nel 1407 al di fuori delle mura del borgo fu ampliata nel Seicento divenendo chiesa parrocchiale dal 1618. Nel XVIII secolo fu ulteriormente rimaneggiata e costruito l'attiguo campanile. Nel suo interno sono custodite opere artistiche di pregio tra i quali il polittico del pittore locale Ludovico Brea (assieme al fratello Antonio e altri collaboratori), raffigurante San Giorgio, databile al 1516.
- Oratorio di San Vincenzo nella frazione di Montalto Ligure. Attiguo alla parrocchiale di San Giovanni Battista, risalente al Quattrocento. Le decorazioni pittoriche e affrescature sono risalenti al XVII secolo e conserva un dipinto di Francesco Brea.
- Pieve di San Giorgio nella frazione di Montalto Ligure. Eretta nel XII secolo sottostante l'abitato montaltese, rimaneggiata nel secolo successivo e in seguito ricostruita nel corso del XVI secolo. L'edificio fu sottoposto tra gli anni ottanta e novanta del XX secolo ad un lungo restauro da parte della Soprintendenza per i Beni Storici e Artistici della Liguria. Conserva pregiati affreschi databili tra il Trecento e il Cinquecento.
- Santuario della Madonna dell'Acquasanta, nell'omonima località della frazione di Montalto Ligure, fondato nel 1453 a seguito, secondo la tradizione orale locale, del miracolo compiuto dalla Vergine Maria verso un vecchio infermo del luogo. Il sito fu ricostruito alla fine del XIX secolo dopo il tremendo terremoto del 23 febbraio 1887.

### Aree naturali
Monte Carpasina è un sito di interesse comunitario (SIC) istituito con il Decreto Ministeriale del 25 marzo 2005, ai sensi della Direttiva 92/43/CEE (Direttiva Habitat).

## Società

### Evoluzione demografica
Abitanti censiti

### Etnie e minoranze straniere
Secondo i dati Istat al 31 dicembre 2019 i cittadini stranieri residenti a Montalto Carpasio sono 61.

## Cultura

### Istruzione

#### Musei
- Museo storico della Resistenza nella frazione di Carpasio. Sito in un casone nella località di Costa e aperto nel 1982[12] raccoglie reperti e documenti sulle battaglie dei partigiani locali nella lotta per la liberazione del paese e della valle. Tra i reperti conservati ed esposti divise, fotografie, armi, cimeli e testimonianze storiche di quel periodo bellico.
- Museo della lavanda nella frazione di Carpasio. Inaugurato nel 2012[13] presso il centro storico carpasino, curato dalla locale associazione culturale Officina delle Erbe, contiene reperti e documenti sulla coltivazione della lavanda, attività tradizionalmente svolta nel paese.

## Geografia antropica
Il comune di Montalto Carpasio comprende le frazioni di Montalto Ligure e Carpasio, distanti tra loro 5,7 km. Fanno altresì parte anche le regioni di Autenchi, Binelle, Campi, Castellarone, Cervia, Cianetto, Colletta, Figareo, Ginestrei, Passetto, Progallo, Qua e Rivà e le località di Arzene, Colle d'Oggia, Costa, Costarossa, Costorello, Faravello, Fontanili, Isolalunga, Prati Piani e Rairan per un totale di 30,00 km2.
Confina a nord con il comune di Rezzo, a sud con Badalucco, a ovest con Badalucco e Molini di Triora, e a est con Borgomaro, Dolcedo e Prelà.

## Economia
La principale risorsa economica del comune è l'attività agricola, specialmente nella coltivazione dell'olivo, della vite, degli ortaggi (patate, fagioli, zucche, cavoli, fave, cipolle, aglio) e nella produzione di olio di oliva.

## Infrastrutture e trasporti

### Strade
Il territorio di Montalto Carpasio è attraversato principalmente dalla strada provinciale 21 che permette il collegamento stradale con Borgomaro, a nord, innestandosi con la provinciale 24 e a sud con la frazione di Montalto Ligure, dove la stessa provinciale si innesta con la strada provinciale 548 della Valle Argentina per Badalucco, a sud, e Molini di Triora a nord.

### Mobilità urbana
La Società Riviera Trasporti collega il comune con la stazione ferroviaria di Taggia-Arma e con Sanremo attraverso un regolare servizio di autolinee (linea Sanremo-Triora con diramazioni per Montalto Carpasio).

## Amministrazione
| Periodo        | Periodo        | Primo cittadino    | Partito                                      | Carica        | Note   |
| -------------- | -------------- | ------------------ | -------------------------------------------- | ------------- | ------ |
| 2 gennaio 2018 | 13 giugno 2018 | Fernando Colangelo |                                              | Comm. prefet. | [ 14 ] |
| 13 giugno 2018 | 15 maggio 2023 | Mariano Bianchi    | Uniti per Montalto e Carpasio (lista civica) | Sindaco       |        |
| 15 maggio 2023 | in carica      | Mariano Bianchi    | Uniti per Montalto e Carpasio (lista civica) | Sindaco       |        |

### Altre informazioni amministrative
Montalto Carpasio fa parte dell'Unione dei comuni delle Valli Argentina e Armea, di cui ospita la sede.